# Championnat d'Allemagne de football de cinquième division
Pour les articles homonymes, voir Oberliga.
Oberliga (au pluriel Oberligen) est un terme générique employé dans le monde sportif allemand en général et dans celui du football en particulier. Il signifie ligue supérieure.
Ce terme est employé depuis les prémices de la création du football en Allemagne, mais il est dans un premier temps employé dans un cadre général, un synonyme en quelque sorte.

## Introduction
Jusqu’aux années 1930, la structure hiérarchique du football allemand resta exclusivement inféodée aux Fédérations régionales. Chacune organisait sa propre compétition et pouvait posséder sa propre Oberliga (dans le sens la plus haute), mais sans toutefois en porter forcément le nom. La terminologie usitée faisait plutôt état de Bezirksliga, Verbandsliga ou Kreisliga. De plus, pendant longtemps, presque toutes les fédérations organisèrent des championnats locaux ou sub-régionaux et le titre régional n’était attribué qu’après un tour final et très souvent une finale.

## Reprise des compétitions
Après la Seconde Guerre mondiale, le football reprend en Allemagne, malgré l'absence de la Deutscher Fussball Bund (la DFB avait été vidé de sa substance dès l’arrivée au pouvoir des Nazis en 1933 et n’eut plus aucun pouvoir décisionnaire, réduit au rang d’autorité honorifique, pour finalement être dissoute en 1940).
Les clubs et associations furent dissous par les Alliés (par la Directive n° 23), mais ils se reconstituèrent en "Sportgruppe" (SG). On rejoua assez rapidement à Berlin (Berliner Stadtliga), ainsi que dans les régions Sud (Fussball Oberliga Süd) et Sud-Ouest (Fussball Oberliga Südwest).
Après deux saisons « officieuses », les compétitions reprirent officiellement sur l'ensemble du territoire allemand en vue de l'exercice 1947-1948.

### Football professionnel ou pas
Le débat concernant le « football professionnel » (arrêté sous le régime hitlérien qui le bannissait) reprit en même temps que les compétitions. Une décision tarda à être prise. Les « pour » restèrent longtemps en équilibre avec les « contre ». Mais surtout les Fédérations régionales ne voulaient pas perdre de leur influence. C'est pour ces raisons qu'il fallut attendre 1963 pour voir la création d'une ligue fédérale unique et professionnelle (Bundesliga).
Néanmoins, le camp des « pour » gagnait progressivement du terrain. Le côté pragmatique des Allemands les incita à mettre en place, dès 1947, un système de "licences" devant être obtenue par un club pour pouvoir participer aux ligues supérieures.

## Oberliga:  Division 1 (1947-1963)

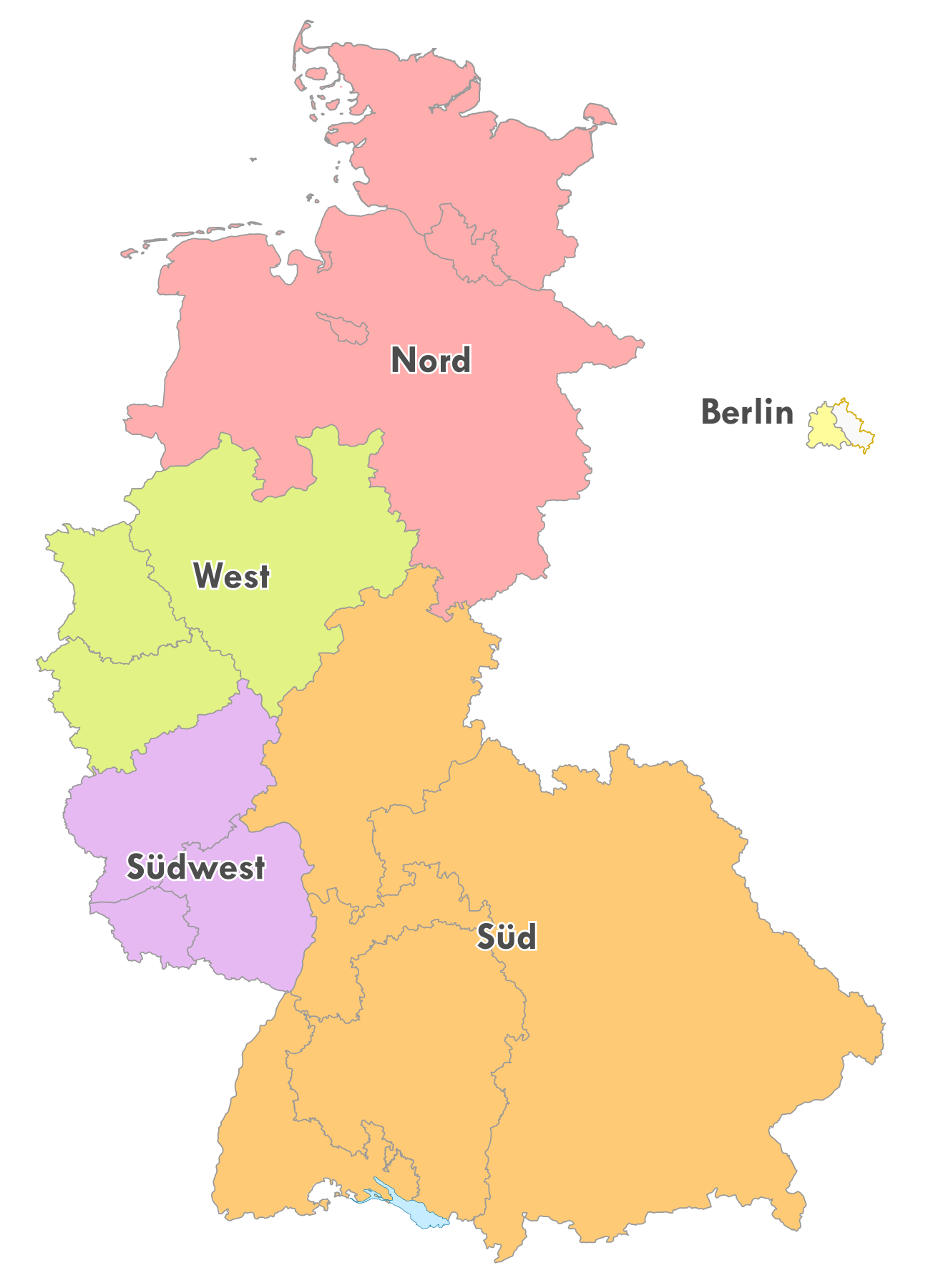
Les Oberligen en Allemagne, de 1947 à 1963

Le terme "Oberliga" reçut ses lettres de noblesse en 1947. Pour la première fois, et en l'absence de la Deutscher Fussball Bund, fédération nationale disparue en 1940 et qui sera restaurée en 1949, cinq ligues régionales reconstituées après la guerre et baptisées Oberligen (en français : ligues supérieures) parvinrent à s'entendre pour restructurer les compétitions de manière importante.
- Oberliga Nord
- Oberliga Berlin
- Oberliga West (Ouest)
- Oberliga Südwest (Sud-Ouest)
- Oberliga Süd (Sud)

### Zweite Oberliga
En 1949-1950 fut créée une 2. Oberliga West, directement en dessous de l’Oberliga West. Ensuite, les régions Sud et Sud-Ouest établirent aussi une 2. Oberliga. La région Nord et Berlin ne le firent jamais.

## Oberliga: Division 3 (1974-1994)
Après la création de la 2. Bundesliga en 1974, le terme Oberliga refit son apparition mais fut alors appliqué aux séries du 3e étage de la pyramide.
De 1974 à 1978, il n’ y en eut que deux:
- Oberliga Nord
- Oberliga Berlin (arrêtée en 1991)

En 1978, six autres ligues régionales vinrent s’ajouter:
- Oberliga Baden-Württemberg (Bade-Wurtemberg)
- Oberliga Bayern (Bavière)
- Oberliga Hessen (Hesse)
- Oberliga Nordrhein (Rhénanie du Nord)
- Oberliga Südwest (Sud-Ouest)
- Oberliga Westfalen (Wesphalie)

### Clubs de l'ex-RDA
L’ancienne DDR-Oberliga (Division 1 est-allemande, composée de 14 clubs) fut rebaptisée Oberliga Nordost (Nord-Est) et la DDR-Liga (Division 2 est-allemande, composée de deux séries de 18 équipes) reçut le nom de NOFV-Liga. À la fin de la saison 1990-1991, les deux premiers de l'Oberliga Nordost eurent accès direct vers la Bundesliga tandis que les équipes classées de la 3e à la 6e place furent admises en 2. Bundesliga en compagnie de deux clubs issus d'un tour final qui regroupa les clubs ayant fini l'Oberliga Nordost de la 7e à la 12e et le champion de chaque série de NOFV-Liga.
Les six clubs ayant échoué au tour final et les deux derniers de la NOFV-Oberliga rejoignent 26 équipes de la désormais ex-NOFV-Liga (ancienne Division 2 est-allemande) et 14 formations de l'Oberliga Berlin pour former l'Oberliga Nordost qui fut partagée en 3 séries Nord, Mitte (Centre) et Süd (Sud).

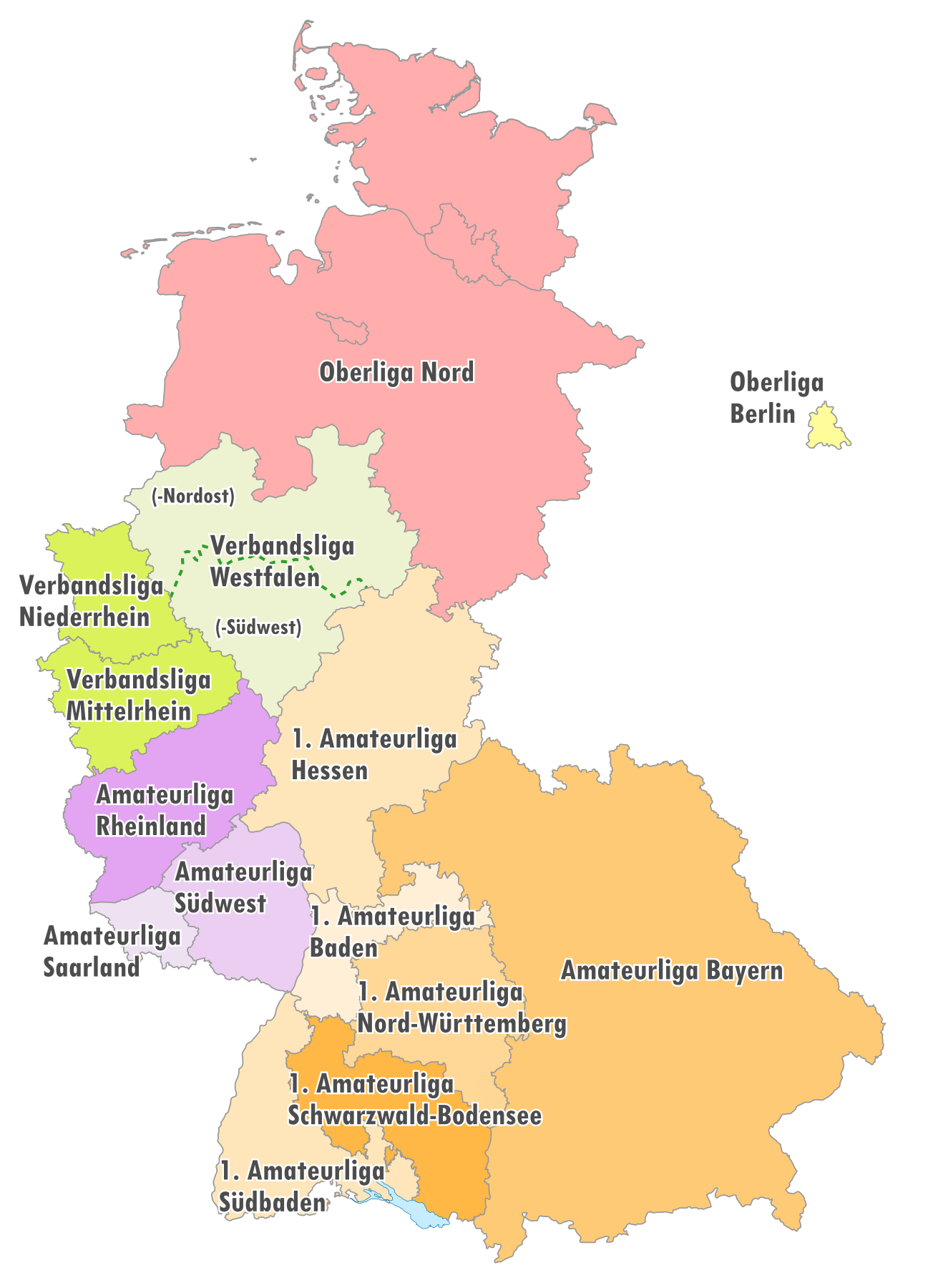
Les Oberligen (1974-1978)
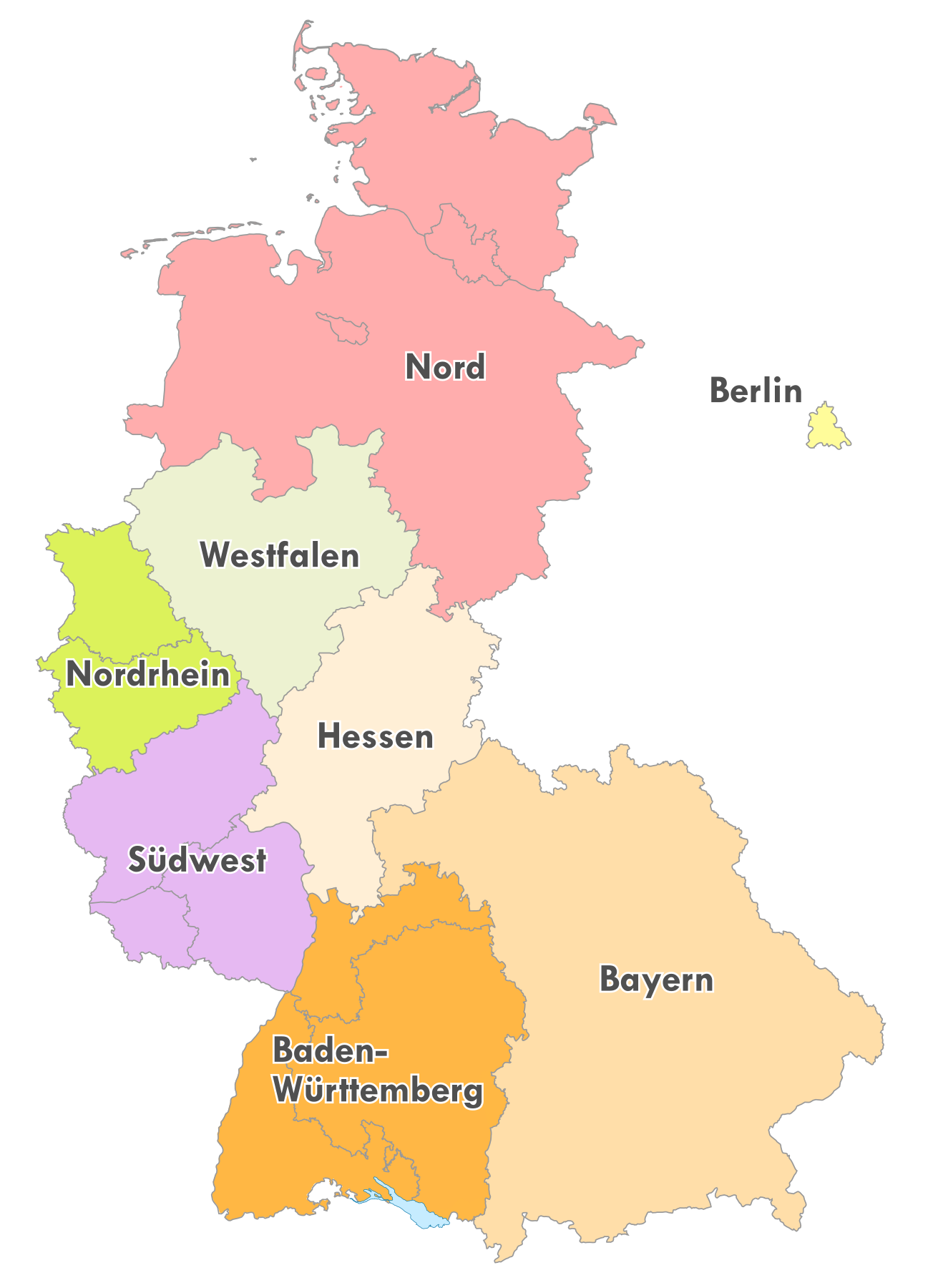
Les Oberligen (1978-1991)
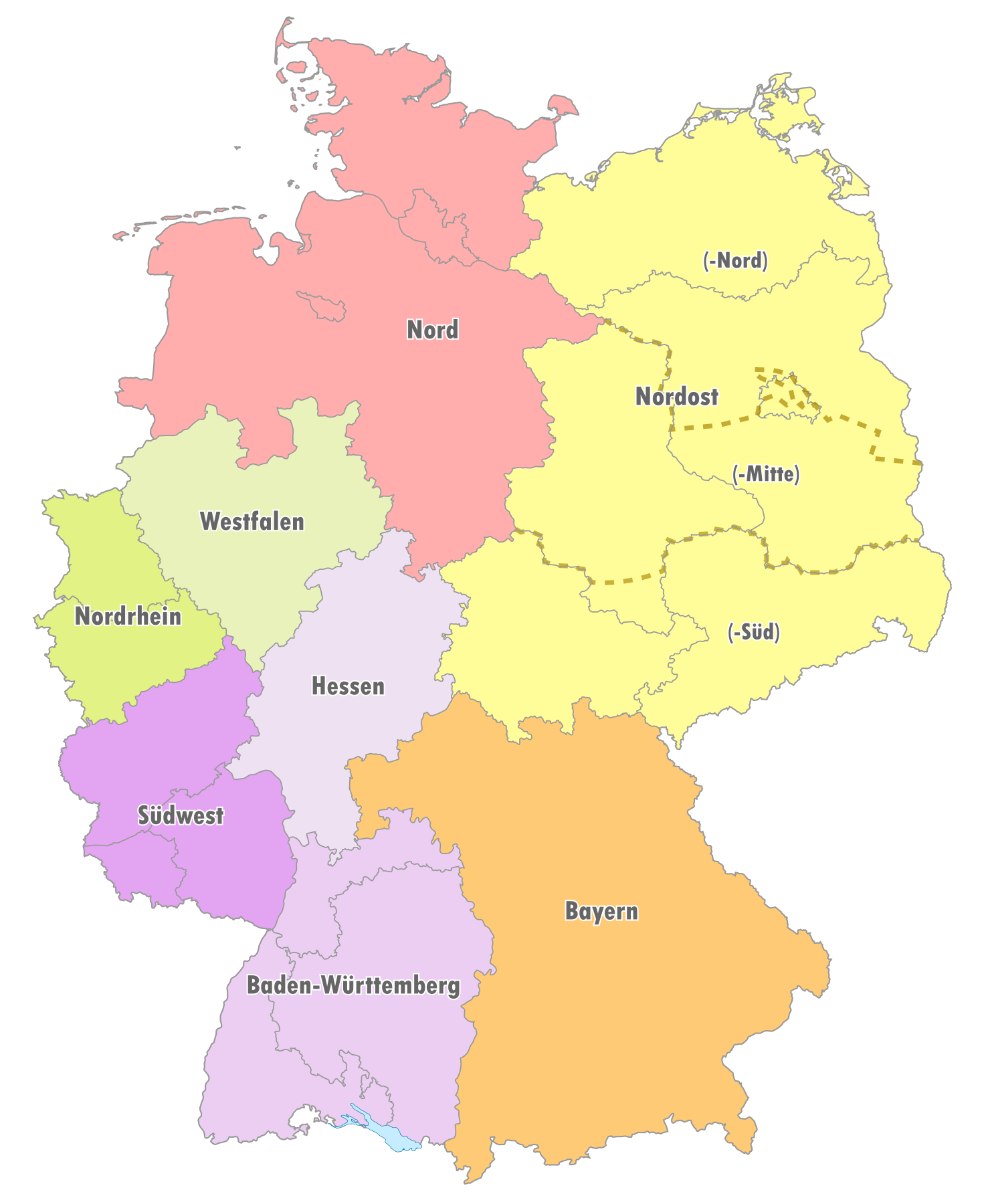
Les Oberligen (1991-1994)

## Oberliga: Division 4 (1994-2008)
En 1994, la DFB ajouta un étage à sa pyramide, en récréant un niveau nommé Regionalliga qui prit le rang de 3e division. Le terme Oberliga fut alors consacré aux séries du niveau 4.
Il y eut dix séries différentes:
- Oberliga Hamburg/Schleswig-Holstein (Hambourg/Schleswig-Holstein)
- Oberliga Niedersachsen/Bremen (Basse-Saxe/Brême)
- Oberliga Westfalen (Westphalie)
- Oberliga Nordrhein (Rhénanie du Nord)
- Oberliga Hessen (Hesse)
- Oberliga Südwest (Sud-Ouest)
- Oberliga Baden-Württemberg (Bade-Wurtemberg)
- Bayernliga (Bavière)
- Oberliga Nordost (Nord-Est) en deux groupes (Nord et Sud)

En 2004, les deux séries Oberliga Hamburg/Schleswig-Holstein et Oberliga Niedersachsen/Bremen fusionnèrent pour former la Oberliga Nord.

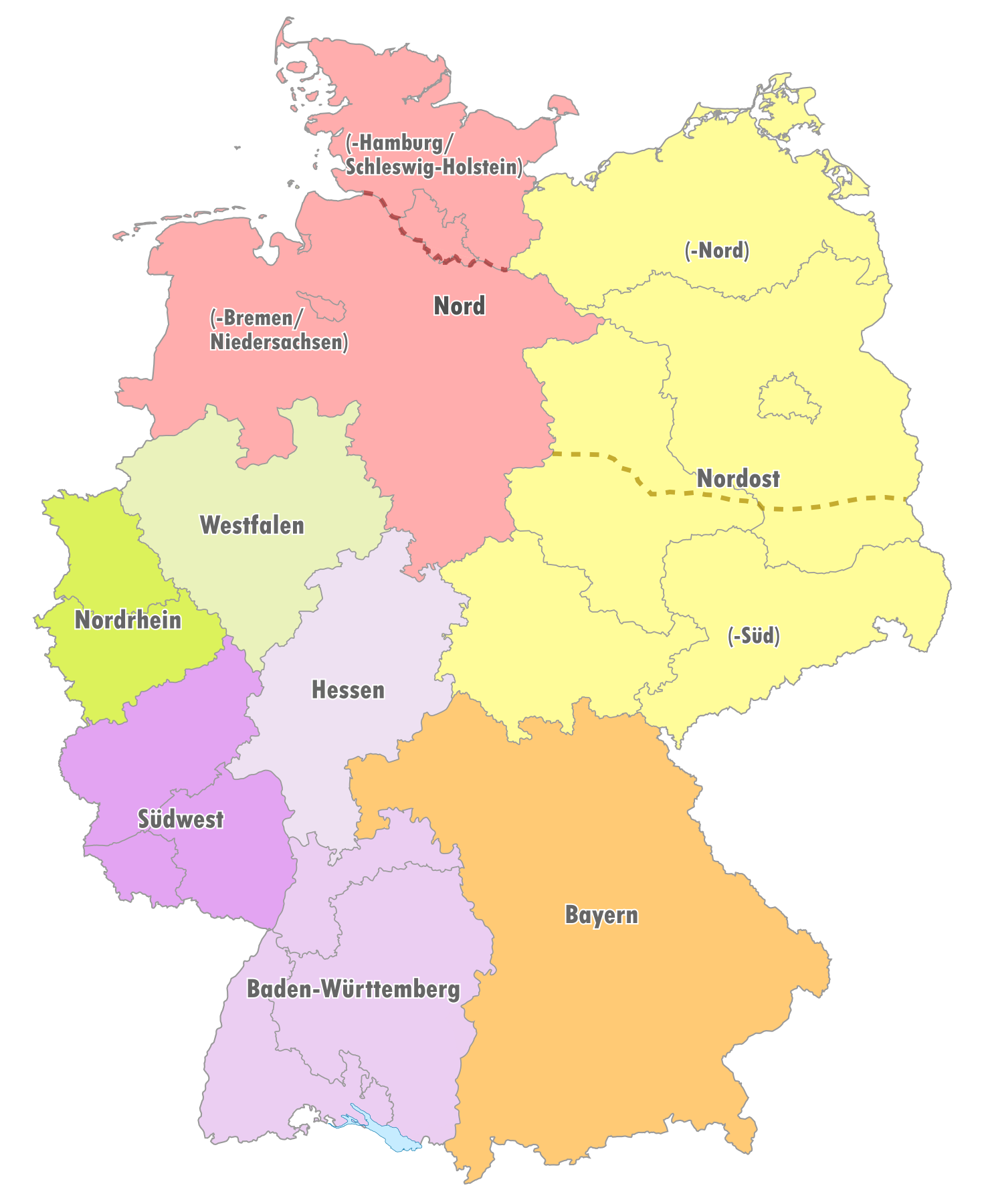
Les Oberligen (1994-2004)
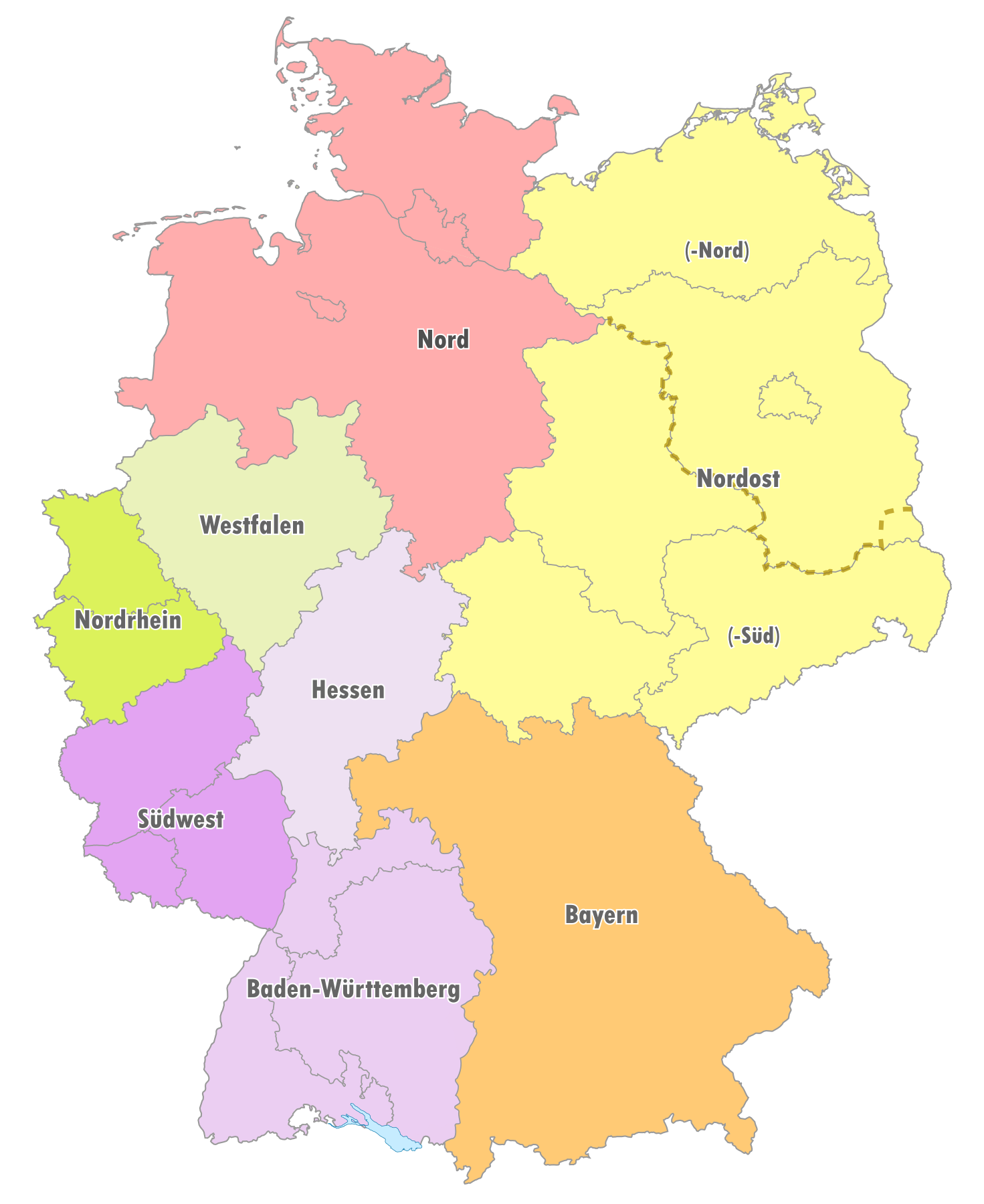
Les Oberligen (2004-2008)

## Oberliga: Division 5 (depuis 2008)

### 2008-2012

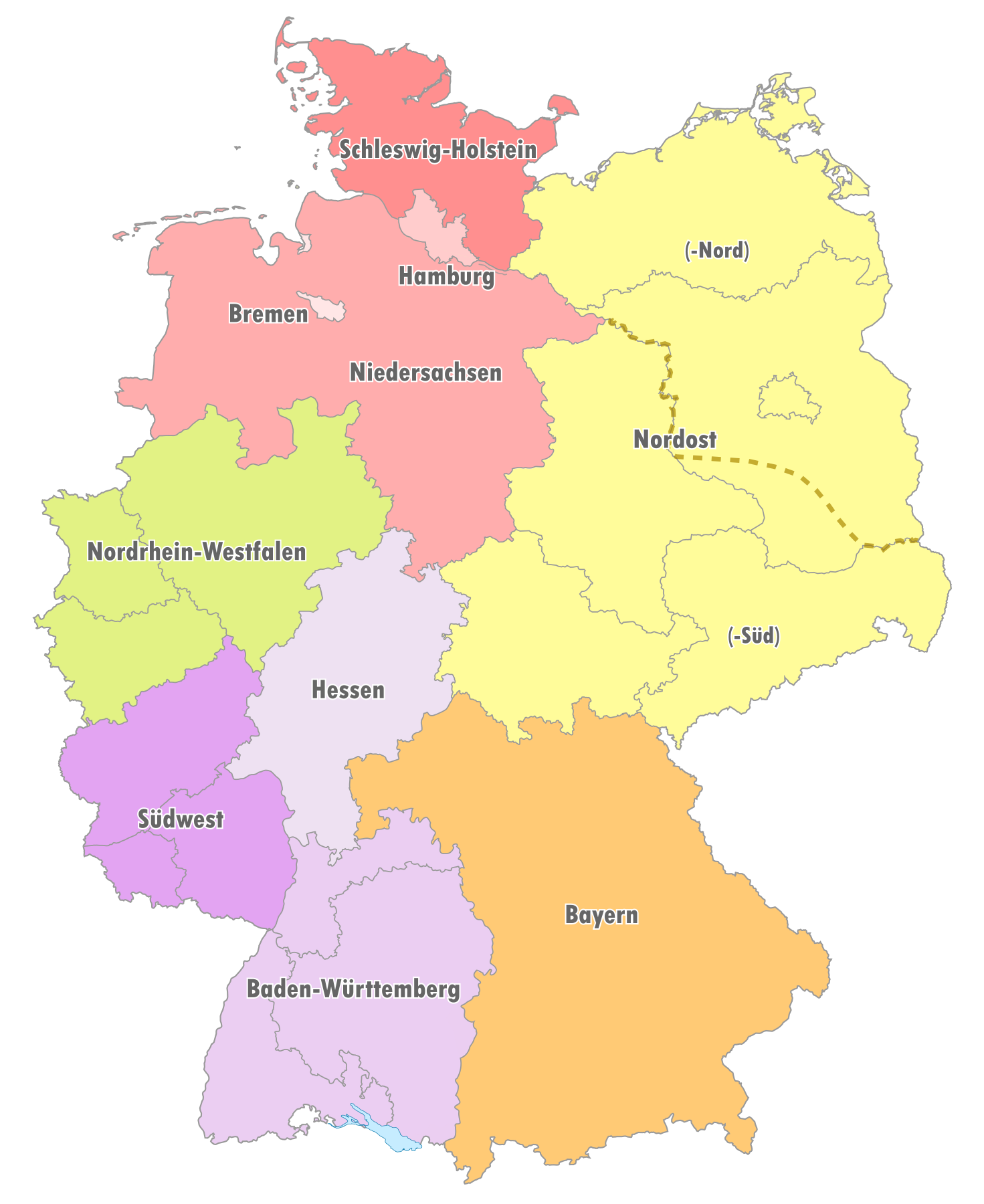
Les Oberligen, 2008-2012

En 2008, la DFB créa la 3. Liga. La Regionalliga devint alors le 4e niveau et l’Oberliga le 5e.
Seules sept séries Oberliga furent conservées. Les clubs de la région « Nord » décidèrent de ne plus composer de ligue commune (Oberliga Nord) mais de transformer les anciennes Verbandsligen et les mettre au niveau des Oberligen.
Les groupes d'Oberliga restants étaient :
- Bremen-Liga (Brême)
- Oberliga Hamburg (Hambourg)
- Oberliga Niedersachsen (Basse-Saxe) en deux groupes (Ouest et Est) en 2008-2009 et 2009-2010, puis en un seul groupe
- Schleswig-Holstein-Liga
- NRW-Liga (Rhénanie du Nord/Wesphalie), qui fusionna les deux homonymes précédentes.
- Oberliga Südwest (Sud-Ouest)
- Oberliga Hessen (Hesse)
- Oberliga Baden-Württemberg (Bade-Wurtemberg)
- Bayernliga (Bavière)
- Oberliga Nordost (Nord-Est) en deux groupes (Nord et Sud)

### Depuis 2012

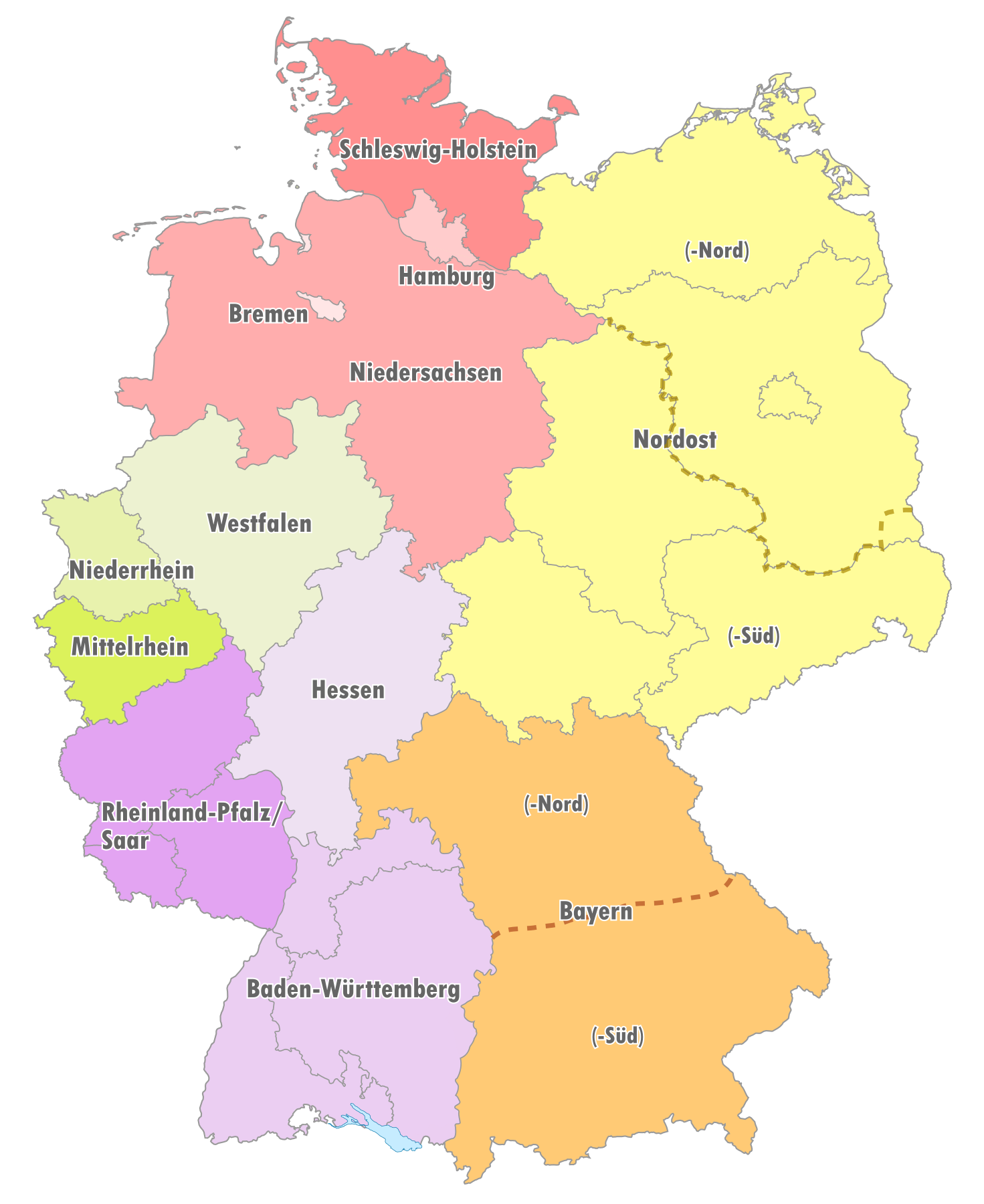
Les Oberligen depuis 2012

En 2012, la Regionalliga passe de trois à cinq groupes. Le nombre de groupes d'Oberliga est également modifié : la NRW-Liga est séparée en trois groupes : l'Oberliga Niederrhein, la Mittelrheinliga et l'Oberliga Westfalen, et la Bayernliga est séparée en deux groupes Nord et Sud.
- Oberliga Baden-Württemberg (Bade-Wurtemberg)
- Bayernliga (Bavière) en deux groupes (Nord et Sud)
- Bremen-Liga (Brême)
- Oberliga Hamburg (Hambourg)
- Oberliga Hessen (Hesse)
- Mittelrheinliga (Rhin Moyen)
- Oberliga Niederrhein (Basse-Rhénanie)
- Oberliga Niedersachsen (Basse-Saxe)
- Oberliga Nordost (Nord-Est) en deux groupes (Nord et Sud)
- Oberliga Rheinland-Pfalz/Saar (Rhénanie-Palatinat/Sarre)
- Schleswig-Holstein-Liga (2012-2017) puis Oberliga Schleswig-Holstein (depuis 2017)
- Oberliga Westfalen (Westphalie)